# اولافور راگنار گریمسون
اولافور راگنار گریمسون (به ایسلندی: Ólafur Ragnar Grímsson) () (زاده ۱۴ مه ۱۹۴۳) متخصص علوم سیاسی و رئیس‌جمهور ایسلند از ۱ اوت ۱۹۹۶ تا ۱ اوت ۲۰۱۶ به مدت پنج دوره بود. وی طولانی‌ترین مدت زمان تصدی سمت ریاست‌جمهوری را در تاریخ ایسلند به خود اختصاص داد. گریمسون، بدون هیچ گونه چالش سیاسی برای پنج دوره پیاپی بر کرسی ریاست جمهوری این کشور تکیه زده بود.
گریمسون از سال ۱۹۸۸ تا ۱۹۹۱ وزیر دارایی ایسلند بود و از حامیان توسعه بانک‌های این کشور در خارج از کشور بود اما به دنبال افزایش فشارهای خارجی در زمینه مقابله با بدهی‌ها در این زمینه مقاومت کرد. وی تمایل چندانی به عضویت کشورش در اتحادیه اروپا ندارد.

## انتخابات ریاست جمهوری
گریمسون در انتخابات ریاست جمهوری ایسلند سال ۱۹۹۶ تا سال ۲۰۰۰ رئیس‌جمهور شد و پس از آن در انتخابات ریاست جمهوری سالهای ۲۰۰۰، ۲۰۰۴، ۲۰۰۸ و ۲۰۱۲ در این سمت باقی‌ماند، تا اینکه در اول اوت ۲۰۱۶ گونی یوهانسن (انگلیسی: Guðni Th. Jóhannesson؛ زادهٔ ۲۶ ژوئن ۱۹۶۸) یک مورخ، استاد دانشگاه و سیاستمدار اهل ایسلند در انتخابات ریاست جمهوری ایسلند به عنوان رئیس‌جمهور این کشور انتخاب شد.
رقیب وی انتخابات ریاست جمهوری سال ۲۰۱۲، در تورا آرنورسدوتیر روزنامه‌نگار ۳۷ ساله که سابقه کار سیاسی ندارد بود. او پس از آن که گریمسون اعلام کرده بود در انتخابات ریاست جمهوری نامزد نمی‌شود پیش تاز نظرسنجی‌ها بود. اما پس از آنکه سی هزار تن از ساکنان ایسلند (یک دهم جمعیت ایسلند) با جمع‌آوری امضا از گریمسون خواستند در تصمیمش تجدید نظر کند او اعلام کرد در انتخابات ریاست جمهوری شرکت می‌کند و از آن زمان پیش تاز نظرسنجی‌ها شد و دوباره در سمت خود ابقا شد.
رئیس‌جمهور ایسلند بیشتر نقشی تشریفاتی دارد که البته حق وتو مصوبات مجلس و برگزاری رفراندوم را دارد.

## جایزه گریمسون به کیارستمی
در سال ۱۳۸۴، عباس کیارستمی در جشنواره بین‌المللی فیلم ریکاویک از گریمسون جایزه دریافت کرد.